# Fouad Mebazaa
Fuad Mebazaa (en árabe: فؤاد المبزع‎) (Túnez, 15 de junio de 1933-23 de abril de 2025) fue un político tunecino que fue presidente interino de Túnez desde el 15 de enero hasta el 13 de diciembre de 2011. Participó activamente en Neo Destour antes de la independencia de Túnez, se desempeñó como Ministro de Juventud y Deportes, Ministro de Salud Pública y Ministro de Cultura e Información, y fue Presidente de la Cámara de Diputados de Túnez de 1991 a 2011.

## Vida y carrera política

### Durante el protectorado
Nacido durante la ocupación francesa de Túnez, Mebazaa se convirtió en un miembro de la "Juventud Constitucional" en 1947, del recientemente fundado partido Neo-Destour, el cual fue sumamente importante en la obtención de la independencia de Túnez. Fue elegido Secretario General de la rama regional del Partido en La Marsa, en 1955, y Presidente de su unidad en Montpellier en 1956, año en el cual Túnez logró su separación formal de Francia.

### Desde la independencia
Mebazaa es abogado y economista graduado en París, Francia. Su carrera política comenzó en 1961 al ser nombrado Adjunto al Gabinete del Secretario de Estado de Salud y Asuntos Sociales; entre 1962 y 1964 fue Jefe de Gabinete del Secretario de Estado de Agricultura, y entre ese último año y 1965 fue director de Juventud y Deportes.
En 1964 también fue elegido por primera vez diputado al Parlamento tunecino; sería electo varias veces más, y en total ha sido diputado (paralelamente a sus otros cargos públicos) entre 1964 y 1965, entre 1974 y 1981, y entre 1995 y el 2011. 
Mebazaa fue director de Seguridad Nacional de 1965 a 1967, y de nuevo Director de Juventud y Deportes de 1967 a 1969; de 1969 a 1973 fue alcalde-Gobernador de la ciudad de Túnez. Luego ministro de Juventud y Deportes entre 1973 y 1978, ministro de Salud Pública de 1978 a 1979, y ministro de Cultura e Información de 1979 a 1981. También embajador representante permanente de Túnez ante las Naciones Unidas en Ginebra de 1981 a 1986; Embajador en Marruecos de 1986 a 1987, y de nuevo ministro de Juventud y Deportes de 1987 a 1988. Desde 1997 Mebazaa era presidente de la Cámara de Diputados de Túnez.
Desde 1988 Mebazaa era además miembro del Comité Central del partido Rassemblement Constitutionel Démocratique, y desde 1997 miembro del buró político de esa organización que ha sido en la práctica casi un partido único en el país.

## Presidencia interina

### Revolución Tunecina
El 14 de enero de 2011 el Presidente de Túnez Zine El Abidine Ben Ali huyó del país y se exilió en Arabia Saudita debido a la rebelión popular en contra de su gobierno que desde hace un mes ensangrentaba las calles del país, poniendo así fin a su régimen autoritario de 23 años de duración. Ese día se hizo cargo de la presidencia el primer ministro Mohamed Ghannouchi, pero al día siguiente 15 de enero el Consejo Constitucional de Túnez proclamó Presidente interino a Mebazaa en su condición de presidente del Parlamento y debido a la falta absoluta del Presidente titular. De acuerdo a la Constitución debería haber elecciones presidenciales entre 45 y 60 días y entonces Mebazaa debería entregar el poder al nuevo Presidente electo.
El cambio de Presidente interino se debió a que el primer ministro Ghannouchi había asumido la presidencia en virtud del artículo 56 de la Constitución, que estipula que en caso de falta temporal o provisional del Presidente, el primer ministro debe encargarse de la presidencia hasta que el titular pueda reasumir sus funciones; esto desató las protestas de la oposición que pensaban que esa era una forma de dejar la puerta abierta a un regreso de Ben Ali al poder. Por eso el Consejo Constitucional decidió aplicar el artículo 57 de la Constitución que estipula que en caso de falta absoluta del titular de la presidencia por muerte, renuncia o impedimento absoluto de ejercer sus funciones; debe ser designado Presidente interino el presidente del Parlamento y se debe convocar a elecciones presidenciales en un plazo no menor a 45 días ni mayor a 60 días. Con esto se cerraba legalmente la puerta a un retorno de Ben Ali al poder.

### Gobierno de Unidad Nacional
Aunque la Constitución fija ese plazo de entre 45 y 60 días para las elecciones, el 17 de enero el primer ministro Ghannouchi dijo que las elecciones no podrían celebrarse en menos de 6 meses, ya que el plazo fijado por la Constitución era insuficiente para realizar las reformas legales necesarias para garantizar unas elecciones realmente democráticas; y afirmó que la oposición estaba de acuerdo con extender el período de las autoridades interinas. Esto lo informó al anunciar el gobierno de unidad nacional formado de acuerdo a las promesas hechas por el presidente Mebazaa.
El 18 de enero Mebazaa y el primer ministro Ghannouchi renunciaron a su militancia en el partido de la Agrupación Constitucional Democrática, para calmar las críticas de la oposición al antiguo régimen y tratar de salvar el recién formado gobierno de unidad nacional que se desintegra ante las renuncias de los ministros opositores que rechazan la presencia en el gobierno de colaboradores del derrocado Ben Ali y la permanencia del antiguo partido único en el poder. El 19 de enero Mebazaa prometió "una ruptura total con el pasado" en un esfuerzo para calmar a la población que sigue manifestándose en las calles por el temor a que el partido del régimen caído intente perpetuarse en el poder. Además Mebazaa elogió la rebelión popular que derrocó a Ben Ali.
A pesar de que la mayoría de los tunecinos, tanto políticos como civiles, acordaron tolerar la presencia de Mebazaa en el cargo presidencial durante la transición, no se dio lo mismo con Ghannouchi, cuya complicidad en el intento previo de mantener en el poder a Ben Ali había arruinado su imagen pública. Las protestas continuaron, esta vez exigiendo que todo el gabinete de Ben Ali, incluyendo Ghannouchi, debían renunciar. Finalmente, el 27 de febrero, Ghannouchi presentó a Mebazaa su dimisión. Fue designado entonces el laicista Béji Caïd Essebsi, político independiente, como Primer ministro.

### Transición constitucional
El 22 de noviembre fueron llevadas a cabo las elecciones legislativas, en las que el partido Ennahda obtuvo la mayoría de votos. El líder de su partido aliado, el Congreso para la República, Moncef Marzouki fue elegido presidente por la nueva cámara del congreso y, el 13 de diciembre sustituyó a Mebazaa como presidente de Túnez.